# Lugalbanda
Lugalbanda (𒈗𒌉𒁕, „der starke König“) ist in der Mythologie der Sumerer ein vergöttlichter König der ersten Dynastie von Uruk und Unterweltsgott, der als Gemahl der Göttin Ninsunna und als Vater des Gilgamesch gilt. Lugalbanda ist unter anderem aus den Epen Lugalbanda und die Höhle sowie Lugalbanda und Enmerkar bekannt. 
Seine Regierungszeit wird in der Sumerischen Königsliste mit 1200 Jahren angegeben.
Lugalbanda, der zunächst als hoher Offizier unter Enmerkar diente, bekam während des Feldzuges gegen Aratta von Anzu die göttlichen Eigenschaften Kraft, Schnelligkeit und das Fliegen übertragen:

„In deinen Hüften möge (die Fähigkeit zum) Laufen vorhanden sein, nicht sollst du ermüden, in deinen Armen möge Kraft vorhanden sein, lasse deine Arme weit ausschwingen...wie das Sonnenlicht gehend, wie Inanna, wie die sieben Stürme des Iškur, wie ein Feuer erhebe dich, wie ein Blitz zucke. Wohin du schaust, gehe, an die Stelle, die du ausgewählt hast, setze deinen Fuß hin.“